# Bunkeberget skatepark

Bunkeberget Skatepark är en skatepark i stadsdelen Gamlestaden i Göteborg. Den är belägen i ett 5000 kvadratmeter stort bergrum, som ursprungligen anlagts för att i händelse av krig bli produktionslokaler för den närbelägna Svenska kullagerfabriken. I skateparken ingår streetyta, miniramper, bowls samt en vertbowl. Anläggningen är i huvudsak byggd i trä. Den anses efter ytan som en av Europas största.
Bunkeberget Skatepark hade ursprungligen namnet "Area 51". Den invigdes 1998 och drivs ideellt av Göteborgs Skatebordförening (GSF).